# Russell Gómez
Russell Gómez Martín (Sant Vicenç de Montalt, 17 novembre 1987) è un pilota motociclistico spagnolo ritiratosi dall'attività agonistica.

## Carriera
Inizia la sua carriera in competizioni di rilievo nel 2005 quando partecipa per la prima volta al campionato nazionale spagnolo della categoria Supersport, ottenendo nel 2007 il primo risultato di rilievo con il secondo posto nella classifica di campionato, vincendo nella stessa stagione due gare.
Per quanto riguarda le competizioni del motomondiale esordisce nella stagione 2008, sostituito in seno al team Blusens Aprilia dal connazionale Manuel Hernández (sia ad inizio stagione per infortunio che successivamente) a partire dal GP del Portogallo  disputa nove gran premi in classe 250 alla guida di una Aprilia RSV 250; non avendo ottenuto piazzamenti di rilievo nelle sue partecipazioni, dopo il Gran Premio motociclistico della Repubblica Ceca ha lasciato nuovamente il posto a Manuel Hernández ed è tornato a gareggiare nel campionato nazionale di velocità spagnolo.
Dal 2009 rientra definitivamente in ambito nazionale, correndo il campionato spagnolo il primo anno nella categoria Supersport ed in seguito nel 2010 e nel 2011 in Moto2. Nella 2009 inoltre prende parte al campionato Europeo Supersport svoltosi in gara unica ad Albacete ritirandosi a nove giri dal termine.

## Risultati nel motomondiale
| 2008 | Classe | Moto    |     |     |     |    |    |    |    |    |     |     |    |    |  |  |  |  |  |  | Punti | Pos. |
| ---- | ------ | ------- | --- | --- | --- | -- | -- | -- | -- | -- | --- | --- | -- | -- |  |  |  |  |  |  | ----- | ---- |
| 2008 | 250    | Aprilia | Inf | Inf | Rit | 17 | 19 | 16 | 17 | 18 | Rit | Rit | NE | 21 |  |  |  |  |  |  | 0     |      |

| Legenda | 1º posto        | 2º posto            | 3º posto            | A punti      | Senza punti        | Grassetto – Pole position Corsivo – Giro più veloce |
| Legenda | Gara non valida | Non qual./Non part. | Ritirato/Non class. | Squalificato | '-' Dato non disp. | Grassetto – Pole position Corsivo – Giro più veloce |